# Митрополичьи палаты (Ярославль)
Митрополичьи палаты — один из старейших сохранившихся памятников гражданской архитектуры города Ярославля (XVII век).

## История
Митрополичьи палаты были построены в конце 80-х — начале 90-х годов XVII века на месте сгоревших воеводских хором в Рубленом городе в качестве парадной резиденции митрополита Ростовского и Ярославского Ионы Сысоевича. Первоначально ярославское место пребывания митрополита представляло собой обнесённую каменной оградой усадьбу с большим каменным двухэтажным зданием палат, двумя флигелями, хозяйственными постройками и домовой церковью Леонтия Ростовского.
Палаты имели трёхчастную планировку: сени, жилые и приёмные покои. Сени разделяли здание на две части. Жилые (в восточной половине) и парадные (в западной части) покои митрополита находились на втором этаже здания, куда вели большие каменные крыльца (с севера повседневное, а с юга — парадное), не сохранившиеся до настоящего времени. На первом этаже резиденции располагались комнаты прислуги и служебные помещения.
В 1760-е годы в этом доме дважды останавливалась императрица Екатерина II. В конце XVIII века в здании жил Алексей Петрович Мельгунов, ярославский наместник и первый ярославский генерал-губернатор.
В XVIII—XIX веках каменная ограда, флигели и церковь были разобраны, а само здание палат в 1830 году было перестроено: убраны каменные крыльца и декор на фасадах, достроен третий этаж.
Во время артиллерийского обстрела Ярославля Красной армией бывшая резиденция митрополитов сильно пострадала, поэтому в 1920-е годы по проекту архитектора Петра Барановского была проведена реставрация здания, в результате которой палатам был возвращён первоначальный облик.
После капитального ремонта в 1977 году в Митрополичьих палатах была открыта экспозиция иконописи Ярославского художественного музея.
В настоящее время в Митрополичьих палатах расположен музей древнерусского искусства.